# Kringlan
Die Kringlan [ˈkʰriŋlan] ist das größte Einkaufszentrum in Reykjavík.
Dieses Zentrum wurde 1987 eröffnet und war das erste und größte in Island und der Hauptstadt. Unter einem Dach sind hier rund 180 Geschäfte, Dienstleister und Restaurants vertreten. Die Kringlan ist immer noch das größte Einkaufszentrum in Reykjavík, aber Smáralind in der Nachbarstadt Kópavogur ist inzwischen das größte des Landes.